# Eva Marciel
Eva García Marciel (n. Valladolid, 5 de agosto de 1977), más conocida como Eva Marciel, es una actriz de cine, teatro y televisión española. Protagonizó las películas Segundo asalto (2005), Diez minutos (2004) e Historia de Estrella (2003).

## Biografía
Con trece años comienza a realizar pequeños papeles para series de televisión y cine. Debuta en la pequeña pantalla con su participación en el episodio piloto de la serie Julieta y el mago. En 1994 rueda su primer largometraje, El día nunca, por la tarde.
Ha cursado la Licenciatura en Comunicación Audiovisual y el Doctorado en Historia del Cine en la Universidad Complutense de Madrid.
En 1996 da vida a Belén en la exitosa serie El súper, participando en más de 300 capítulos. Ese mismo año actúa junto a Paco Rabal y a las órdenes de Carlos Saura en el largometraje Pajarico, además de trabajar para la BBC en la serie Isabel y para Antonio Mercero en La vida en el aire. Rueda también la coproducción franco-española Fiesta, su primer largo en idioma foráneo (francés).
Desde 1998 ha actuado con frecuencia en series como Hospital Central, Tío Willy, Manos a la obra, Un chupete para ella, Con dos tacones, Famosos y familia, La dársena de poniente, Hermanos y detectives, Médico de familia, entre otras.
Entre 1999-2002 actúa en principalmente en comedias dirigidas a los más jóvenes: Más de mil cámaras velan por tu seguridad, Me da igual, Peor imposible y la coproducción italo-española Navidad en Nueva York, también trabajando en la película italiana Merry Christmas bajo la dirección de Neri Parenti.
En 2003 interpreta como protagonista Historia de Estrella, una producción para televisión, que se estrena en Antena 3 con éxito de crítica y público.
En 2004 rueda el corto Diez minutos —premio Goya al mejor cortometraje de ficción en 2005—, que le reporta numerosas menciones y premios de interpretación: Mejor actriz en el Festival de Cine de Rivas-Vaciamadrid 2004, Mejor Interpretación en el Festival de Cine de Palafolls 2004, Mejor interpretación en el festival internacional de Lucania (Italia) y Mejor interpretación en los festivales de Dos Hermanas y Carmona (Sevilla) y en el de Nou Barris en Barcelona.
En 2005 estrena Segundo asalto, película ganadora en el Festival de Cine de Valladolid.
En 2007 participa en varias series de televisión La dársena de poniente, Quart y Hermanos y detectives. En 2008 interpreta a la antagonista de Bea en la serie Yo soy Bea de Tele 5. En 2009 hace teatro y en 2010 vuelve a la pequeña pantalla con Las chicas de oro (TVE1).
En 2012 ha estrenado la "Tv movie" Mi gitana sobre la vida de la tonadillera Isabel Pantoja, en la que Eva Marciel interpreta el papel de esta. Se estrenó en marzo en Telecinco siendo líder de audiencia en sus tres capítulos.
Ese mismo año protagoniza Todo es posible en el bajo, comedia para Telemadrid y graba un personaje capitular en Los misterios de Laura de TVE.
En 2012 participa en Piccolo Grande Amore, largometraje dirigido por Jordi Costa.
En septiembre de 2012 se incorpora al elenco de Yerma dirigida por Miguel Narros, y en 2013 repite con este director y compañía en La dama duende, actualmente ambas producciones se encuentran de gira tras hacer temporada en el Teatro María Guerrero y en el Teatro Español de Madrid.
En 2015 se incorpora a la serie diaria de Antena 3, Amar es para siempre interpretando a Pepa Ramos y formando así parte del elenco principal de la cuarta temporada de la serie.
Posteriormente participará en series como "Centro Médico", "El ministerios del Tiempo" y "Servir y Proteger". En 2021 estrena las obras teatrales "La vida que se merecen" y "Distinto". En 2022 protagoniza la serie de Disney Channel "Campamento Newton" y participa en "La chica de Nieve" y en 2023 graba la miniserie de TVE "La ley del mar" junto a Blanca Portillo y Luis Tosar, pendiente de estreno en TVE en 2024.

## Filmografía

### Largometrajes
- 2018  El mundo es suyo (Reparto)
- 2018  El último invierno (protagonista)
- 2014 Las ovejas no pierden el tren (reparto) Álvaro Fernández Armero. Morena Films.
- 2013 La lava en los labios (protagonista). (Jordi Costa).
- 2012 Piccolo Grande Amore (protagonista). (Jordi Costa).
- 2011 Mi gitana (protagonista) Tv Movie. Mandarina Producciones para Tele 5. (Alejandro Bazzano).
- 2004-2005 Segundo asalto (protagonista) Aiete-Ariane. Director: Daniel Cebrián.
- 2003 La historia de Estrella. (protagonista) TV Movie. Zeppelin TV para Antena 3.
- 2001-2002 Más de mil cámaras.... velan por tu seguridad. (protagonista) Lotus Films.
- 2001 Navidad en Nueva York. (reparto )Prod. Lola Films Coproducción Italia.
- 2001 Soberano, el rey canalla. Dir. Miguel Bardem. Productora Ovideo.
- 2001 Peor imposible. (reparto) Dir. José Semprún y David Blanco. Morena Films.
- 1999 Me da igual (reparto) Director David Gordon. Productor Enrique Cerezo.
- 1997 Pajarico (secundario) Director Carlos Saura. Productora Filmart.
- 1995 Fiesta (reparto) Director Pierre Boutron. Coproducción CIPA-HECK.
- 1996 El día nunca, por la tarde (secundario) Prod. Dexiderius.

### Televisión
- 2023 “La ley del Mar”, interpretando a Raquel
- 2022 ”La chica de nieve”
- 2021 “Campamento Newton” como Mónica
- 2020 Servir y proteger, como Rita Gascón
- 2017 El Ministerio del Tiempo, como Pepita Tudó.
- 2017-2019 Centro médico, como Mónica.
- 2015-2016 Amar es para siempre, como Josefa "Pepa" Ramos Montoya.
- 2014 Los misterios de Laura. TVE.
- 2014 Ciega a citas. Cuatro TV interpretando a Marga Ruiz.
- 2013 Vive cantando. Antena 3 TV (reparto).
- 2012 Todo es posible en el bajo. (protagonista) Alba Adriática para Telemadrid.
- 2011 Mi gitana interpretando a Isabel Pantoja Tele 5.
- 2010 Las chicas de oro TVE 1.
- 2009 Yo soy Bea Tele 5.
- 2007 QUART. (reparto) Zeppelin TV para Antena 3.
- 2007 Hermanos y detectives. Cuatro Cabezas para Tele 5.
- 2006 La dársena de poniente. (secundario) LinzeTV para TVE 1.
- 2006 Yo también te quiero. (protagonista) Miramón Mendi Prod.
- 2005 Con dos tacones (reparto) Boca-Boca para TVE.
- 2005 El comisario (reparto) Boca-Boca para Tele 5.
- 2004-2006 Hospital Central (reparto fijo) Videomedia para Tele 5 como Belén.
- 2004 La sopa boba. (reparto) Serie diaria para Antena 3.
- 2003 Estrenos de vídeo y DVD. Presentadora de microespacio en Tele 5.
- 2001-2003 Estrenos de cartelera. Presentadora de microespacio de cine en Tele 5.
- 2000 La Cuadrilla Espacial. (protagonista) Ruedo Producciones para Canal +.
- 2000	Un chupete para ella. (capitular) Pedro Masó para Antena 3.
- 2000 Manos a la obra. (2 episodios) Acanto para Antena 3.
- 1999 Famosos y familia. (principal) Fernando Colomo para TVE 1.
- 1999 Tío Willy. (secundario) Producida por PTC para TVE 1.
- 1998-1999 Médico de familia. (secundario fijo) Globomedia (Tele 5).
- 1996-1998 El súper. (principal) 440 capítulos. Zeppelin TV (Tele 5).
- 1996 La vida en el aire. (capitular) Ignacio Mercero para TVE.
- 1996 Isabel. (protagonista) Serie realizada en Londres y Madrid para la BBC.

### Cortometrajes
- 2008 Menos 1 (protagonista), de Jorge Alonso.
- 2004 Ella me mira, de Javier Vadillo).
- 2003 Teki (cortometraje rodado en cine de alta definición) Prod. Telson.
- 2003 10 minutos (cortometraje rodado en 35 mm) Prod. ArtFicción Ganador del Goya 2004. (Protagonista).